# Querqueville

Querqueville este o comună în departamentul Manche, Franța. În 1 ianuarie 2018 avea o populație de 5.097 de locuitori.